# Suore dei poveri di San Francesco
Le Suore dei Poveri di San Francesco (in tedesco Armen-Schwestern vom hl. Franziskus) sono un istituto religioso femminile di diritto pontificio. Le appartenenti a questa congregazione pospongono al loro nome la sigla S.P.S.F.
Vennero fondate da Francesca Schervier nel 1850 e le loro costituzioni furono approvate nel 1908 da papa Pio X.

## Gli inizi

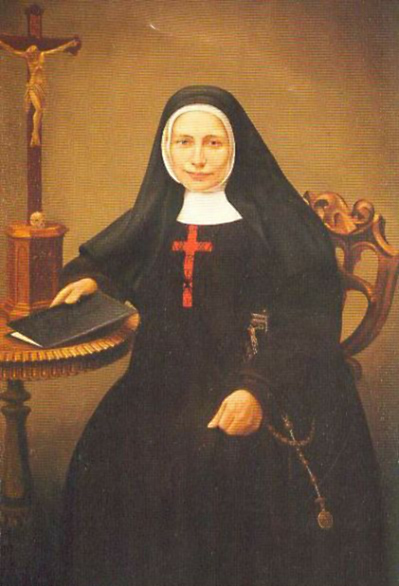
Francesca Schervier, fondatrice della congregazione

Il 3 ottobre 1845 Francesca Schervier decise, con quattro giovani donne aventi le medesime intenzioni, di iniziare una vita comunitaria di tipo conventuale in una casa presso la Jakobstor di Aquisgrana. Inizialmente esse si presero cura delle ex-prostitute. Dopo che nell'anno della rivoluzione 1848 il re di Prussia Federico Guglielmo IV autorizzò anche ad Aquisgrana la fondazione di un Istituto per la cura delle donne a rischio, le assistite dalla comunità conventuale si trasferirono in una nuova dimora.
Poiché contemporaneamente un'epidemia di colera minacciava la città, Francesca Schervier chiese al sindaco di potersi occupare con le sue consorelle della cura dei futuri ammalati di colera. Il primo caso di colera della città fu annunciato già il 5 luglio del 1849 e l'epidemia durò 169 giorni.

## Il riconoscimento del vescovo
Il 2 luglio 1851 la comunità delle suore fu approvata come comunità conventuale dall'arcivescovo di Colonia cardinale Geissel ed assunse il nome di "Povere Sorelle di San Francesco". Il 12 agosto del medesimo anno Francesca Schervier e le sue consorelle, divenute nel frattempo ventitré, ricevettero l'investitura nella chiesa di San Paolo in Aquisgrana, ove era stata battezzata Francesca. Il 6 agosto 1852 le sorelle acquistarono la futura Casa-madre nella Kleinmarschierstraße di Aquisgrana.
Con il rafforzamento della comunità quale Congregazione religiosa crebbero le richieste di creazione di altre sedi nella regione. Furono fondate inizialmente due case a Colonia per la cura a domicilio di ammalati e per il vettovagliamento dei poveri ammalati. Nel 1853 le Povere Sorelle subentrarono nella gestione dell'ospedale Marienhospital, aperto a Burtscheid, sobborgo della città di Aquisgrana.

## Sviluppo e finalità
Nel 1854 seguì un altro Istituto a Ratingen presso Düsseldorf. Ulteriori sedi furono aperte a Jülich, Magonza, Coblenza, Kaiserswerth ed altre. Nel 1858 ebbe luogo la fondazione del primo convento oltre oceano, a Cincinnati (Ohio, USA).
Il 14 dicembre 1876 la fondatrice dell'Ordine, Francesca Schervier, moriva ad Aquisgrana in odore di santità (La sua causa di beatificazione fu aperta nel 1928 e Francesca verrà proclamata beata da Papa Paolo VI nel 1974).
Nel 1908 la Congregazione fu ufficialmente approvata da Papa Pio X ed assunse il nome di Congregazione delle Suore dei Poveri di San Francesco.
Il campo principale di attività dell'Ordine oggi è la cura delle persone anziane, il lavoro negli ospedali e nelle istituzioni sociali pubbliche e quello a favore degli emarginati sociali.

## La Congregazione negli USA
Nel 1959 la Provincia americana dell'Ordine ha acquisito la sua autonomia; la suore della nuova congregazione hanno preso il titolo di Suore Francescane dei Poveri, e hanno la sede centrale a New York.

## Attività e diffusione
Le Suore dei Poveri di San Francesco sono attive in campo sanitario, pastorale e nei servizi sociali.
Le religiose del ramo tedesco sono presenti in Belgio, Danimarca, Germania, Russia; la sede generalizia è ad Aquisgrana. Alla fine del 2005 erano 350 in 39 case.